# 圣本笃修道院 (圣保罗)
圣本笃修道院（葡萄牙语: Mosteiro de São Bento）是巴西圣保罗的一座天主教修道院，创建于1598年7月14日 。目前的建筑建于1910-1914年。